# Ovenhausen

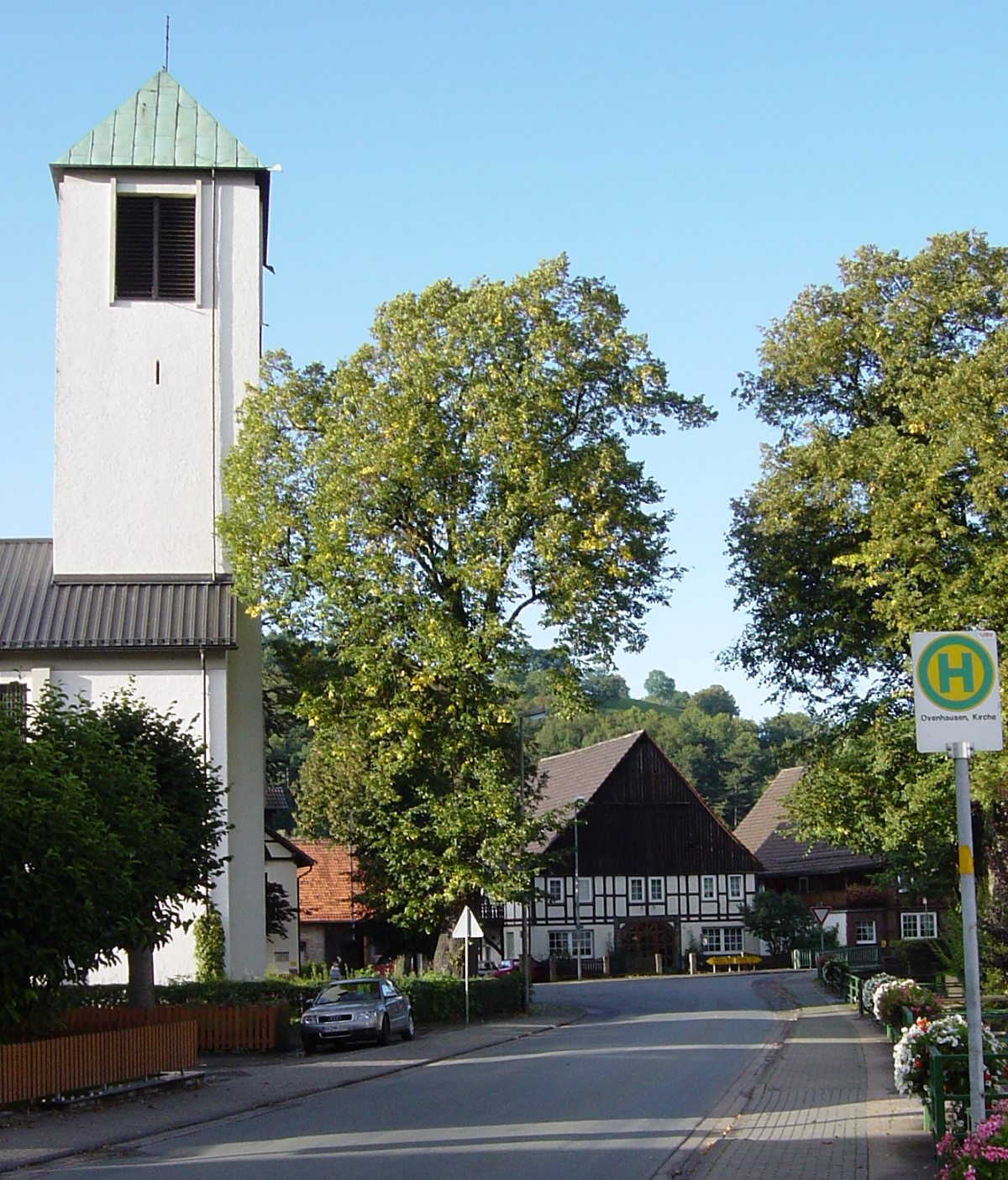
Katholische Kirche St. Maria Salome und ein Fachwerkhaus in Ovenhausen

Ovenhausen ist seit 1970 ein Stadtteil von Höxter im nordrhein-westfälischen Kreis Höxter. Der Ort hatte zum 31. Dezember 2020 insgesamt 1.061 Einwohner. 1977 wurde der Ort beim Wettbewerb Unser Dorf soll schöner werden – Unser Dorf hat Zukunft mit der Goldmedaille ausgezeichnet und nennt sich seither Bundesgolddorf. Die Grube fließt durch den Ort.

## Geschichte
Die Geschichte des Ortes ist eng mit der Geschichte des europaweit bedeutenden Klosters Corvey verbunden. Die erstmalige Erwähnung findet sich in einer Corveyer Urkunde aus dem Jahre 887. Der ostfränkische König und spätere römische Kaiser Karl III. beurkundete dem Kloster die Schenkung des Dorfes "Ovenhus". Ovenhausen gehörte seit der Gründung zur weltlichen Herrschaft des Herzogtums Sachsen, ab dem Hochmittelalter unter der Regierung der Fürstabtei Corvey und war Teil des Heiligen Römischen Reiches. Das Stift Corvey war ab dem 16. Jahrhundert dem niederrheinisch-westfälischen Reichskreises zugehörig. Wie die meisten Gebiete der Fürstabtei Corvey und des Hochstifts Paderborn wurde Ovenhausen im Dreißigjährigen und im Siebenjährigen Krieg erheblich verwüstet. 1794 wurde Corvey zum Bistum erhoben. 1803 wurde aus dem Stift Corvey das Fürstentum Corvey, das bis 1807 zum Fürstentum Oranien-Nassau-Fulda gehörte. Von 1807 bis 1813 bildete Ovenhausen eine Gemeinde im Kanton Albaxen des Departements der Fulda im Königreich Westphalen und fiel dann an Preußen. 1816 kam die Gemeinde zum neuen Kreis Höxter, in dem sie zum Amt Höxter-Albaxen gehörte, aus dem im 20. Jahrhundert das Amt Höxter-Land wurde.
Die St. Michaelskapelle auf dem Heiligenberg südöstlich des Ortes wurde von zwei Corveyer Mönchen im Jahre 1078 errichtet, Nebenpatronin ist die heilige Salome.
Bekannt wurde der Ort durch auch durch die Geschichte eines Algerier-Sklaven von August Franz von Haxthausen, die Urfassung der Judenbuche von Annette von Droste-Hülshoff: "Der Bauernvogt von Ovenhausen hatte im Herbst 1782 einen Knecht Hermann Winkelhannes, mit dem er, weil es ein tüchtiger frischer Bursche, wohl zufrieden war."
Der Komponist Walter Steffens schrieb Opern sowohl nach der Novelle "Die Judenbuche" als auch nach der Lebensgeschichte des historischen Winkelhannes.
Das 1805 im Ort errichtete Uhlmann-Haus befindet sich heute im LWL-Freilichtmuseum Detmold und dokumentiert auch das Schicksal der jüdischen Familie Uhlmann, die bis zu ihrer Deportation zur Zeit des Nationalsozialismus im Dezember 1941 darin lebte.
Am 1. Januar 1970 wurde Ovenhausen durch das Gesetz zur Neugliederung des Kreises Höxter in die Kreisstadt Höxter eingegliedert.

### Einwohnerentwicklung
| Einwohnerentwicklung | Einwohnerentwicklung | Einwohnerentwicklung |
| Jahr                 | Einwohner            | Quellen              |
| -------------------- | -------------------- | -------------------- |
| 1821                 | 792                  | [ 6 ]                |
| 1843                 | 965                  | [ 7 ]                |
| 1864                 | 1020                 | [ 8 ]                |
| 1871                 | 955                  | [ 9 ]                |
| 1885                 | 964                  | [ 10 ]               |
| 1895                 | 973                  | [ 11 ]               |
| 01.12.1910           | 1007                 | [ 12 ]               |
| 1925                 | 966                  | [ 13 ]               |
| 1933                 | 971                  | [ 13 ]               |
| 1939                 | 944                  | [ 13 ]               |
| 1946                 | 1272                 | [ 14 ]               |
| 06.06.1961           | 1186                 | [ 15 ]               |
| 31.12.1967           | 1251                 |                      |
| 31.12.1969           | 1219                 | [ 16 ]               |
| 23.06.1998           | 1241                 | [ 17 ]               |
| 31.12.1999           | 1241                 | [ 17 ]               |
| 31.12.2001           | 1221                 | [ 17 ]               |
| 31.12.2002           | 1209                 | [ 17 ]               |
| 31.12.2003           | 1202                 | [ 17 ]               |
| 31.12.2006           | 1178                 | [ 17 ]               |
| 31.12.2007           | 1165                 | [ 17 ]               |
| 31.12.2009           | 1116                 | [ 17 ]               |
| 31.12.2010           | 1118                 | [ 17 ]               |
| 31.12.2011           | 1124                 | [ 17 ]               |
| 31.12.2012           | 1179                 | [ 18 ]               |
| 31.12.2013           | 1161                 | [ 19 ]               |
| 31.12.2015           | 1073                 |                      |
| 31.12.2016           | 1114                 | [ 20 ]               |
| 31.12.2017           | 1098                 | [ 21 ]               |
| 31.12.2020           | 1061                 | [ 1 ]                |

Anfang des 20. Jahrhunderts hatte Ovenhausen um die 1000 Einwohner; nach dem Zweiten Weltkrieg wuchs diese Zahl bis 1967 auf etwa 1200 Einwohner an und bewegt sich seitdem auf diesem Niveau.

## Galerie

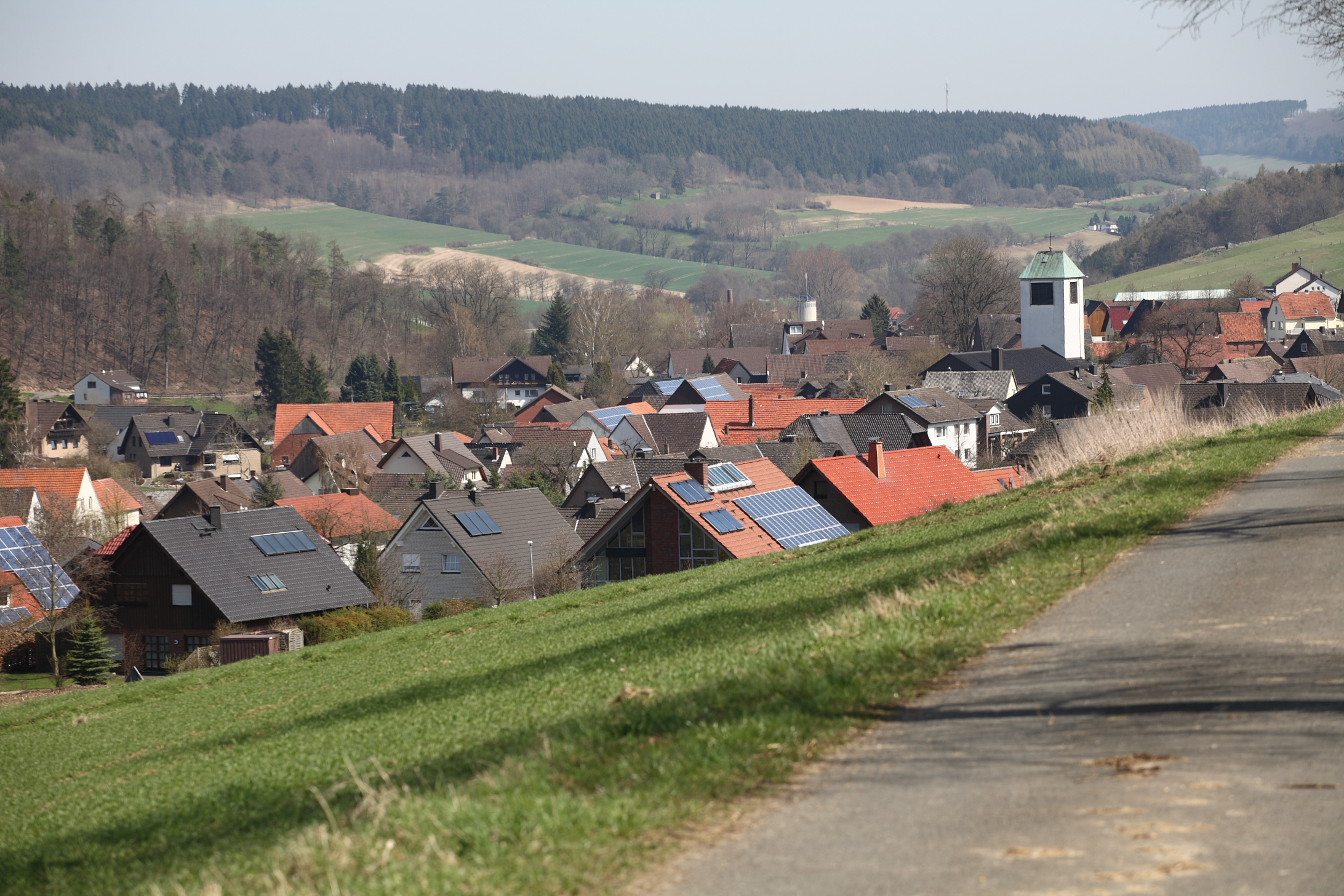
Ovenhausen – Blick aus westlicher Richtung
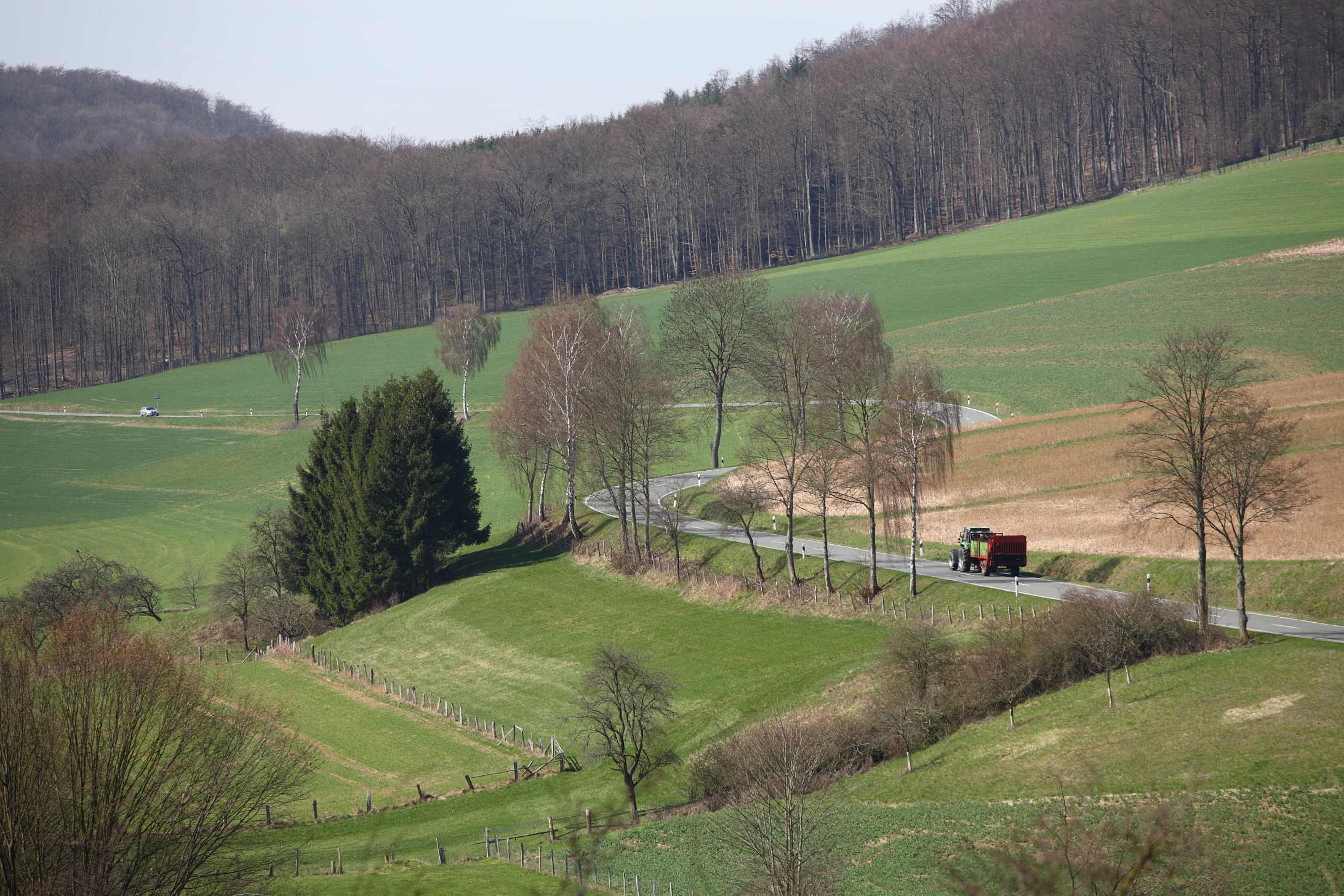
Ovenhausen – Blick auf die K60 Richtung Altenbergen
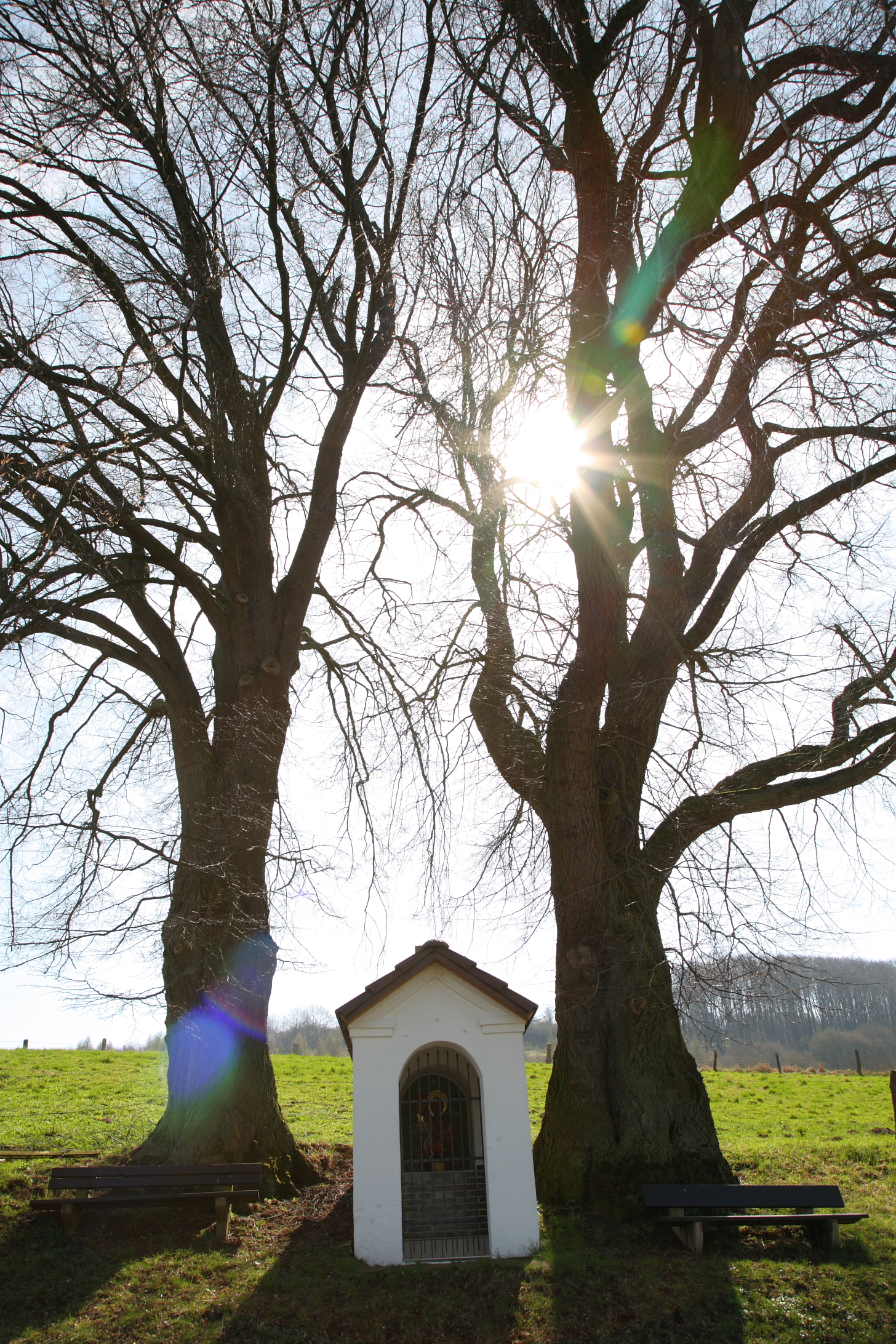
Ovenhausen – Prozessionsweg

## Persönlichkeiten
- Maria Litto (1919–1996), Schauspielerin und Tänzerin